# Литтаи, Андраш
Витязь Андраш Литтаи (венг. Littay András; 15 августа 1884, Шабадка, Австро-Венгрия — 21 июля 1967, Мельбурн, Австралия) — венгерский генерал-полковник, преподаватель и командир Будапештской военной академии, командир VII корпуса, заместитель министра обороны, венгерский королевский тайный советник, член ордена Витеза.

## Биография
Андраш Литтаи родился 15 августа 1884 года в Шабадке (ныне Суботица) в Австро-Венгрии. Получил образование в Академии Людовика в Вене, а в 1905 году был произведен в лейтенанты. Во время Первой мировой войны он был ранен, а после выздоровления занимал различные должности в генеральном штабе. В 1919 году был произведен в майоры.
С 1922 по 1926 год он был преподавателем Будапештской военной академии, а затем комендантом этого учебного заведения. С 1 октября 1936 года был командиром 7-й смешанной бригады в Мишкольце, а с 23 января 1939 года - командиром 7-го корпуса. В это время он руководил венгерскими войсками в войне со Словакией, будучи в звании генерал-лейтенанта, которое он получил 1 ноября 1937 года.
С 1 марта 1940 года он был заместителем начальника штаба обороны, с 5 марта — королевским тайным советником Венгрии, а с 1 сентября - генералом пехоты. 14 февраля 1941 года был назначен начальником воздушного штаба Министерства обороны. С 19 сентября 1941 года по 14 февраля 1943 года был заместителем министра обороны, после чего ушел в отставку. После этого был награжден Большим крестом венгерского ордена «За заслуги».
В 1944 году уехал в Германию, а в 1950 году эмигрировал в Австралию, где умер в Мельбурне 21 июля 1967 года.